# Menge (woreda)
Pour les articles homonymes, voir Menge (homonymie).
Menge est un woreda de la zone Asosa dans la région Benishangul-Gumuz, en Éthiopie. Il est bordé, à l’est, par le fleuve Dabus.
Le woreda tire son nom de sa seule ville, Menge.
Selon les estimations de 2005 de l’Agence Centrale de la Statistique éthiopienne (CSA), le woreda Menge compte 38 503 habitants (19 115 hommes et 19 388 femmes) dont 318 (0,83 %) résident en ville. Avec une superficie de 1 500 km2, le woreda a une densité de 25,7 habitants par km2.
Le woreda a 40 240 habitants au recensement de 2007.
En 2020, sa population est estimée par projection des taux de 2007 à 46 240 personnes.